# Gentry (classe sociale)
La gentry inglese è una classe sociale definita "piccola nobiltà" o "nobiltà di campagna" e che ha carattere ereditario e si distingue dalla nobiltà più importante (Peerage) dotata di titoli che danno diritto al titolo di lord o di "Pari del Regno". Gli appartenenti alla gentry in maggioranza non hanno un titolo specifico, ma in certi casi possono essere baronetti (titolo ereditario con diritto all'appellativo onorifico di sir davanti al nome di battesimo) oppure cavalieri (con diritto al titolo personale di sir) o esquire. 
Essa era costituita in certi periodi storici soprattutto da grandi e piccoli proprietari terrieri (landed gentry) nonché da piccoli ereditieri cioè persone dotate di un propria rendita per un patrimonio familiare, ma in realtà propriamente sono riconosciuti gentlemen, cioè gentiluomini, coloro che hanno diritto ad uno stemma registrato presso il College of Arms ossia l'autorità creata nel XV secolo per la concessione e la registrazione degli stemmi in Inghilterra, Galles e in seguito anche Irlanda del Nord (la Scozia ha proprie autorità in materia nobiliare ed araldica, essenzialmente il Lord Lyon).

## Tipologia
La county gentry, o gentry maggiore, e la parochial gentry, o gentry minore, si distinguevano in quanto la prima possedeva maggior potere della seconda.
Questa classe sociale deteneva cariche più o meno importanti nelle contee (es. sceriffo, giudice di pace, ecc).
In Inghilterra i componenti della gentry avevano il ruolo di giudici di pace non pagati e indipendenti, che amministravano vari settori: da quello giudiziario a quello della manutenzione delle strade, dalla sorveglianza delle corporazioni al controllo dei prezzi. Anche il Nord America coloniale ebbe la diffusione di una propria gentry.